# Wojciech Reszko
Wojciech Reszko (né le 30 octobre 1956 à Szczecin) est un judoka polonais.

## Carrière
Il fait ses premiers pas dans le club d'Arkonia Szczecin avant de rejoindre Gwardia Wrocław. Il participe sans succès aux Jeux olympiques d'été de 1980. L'année suivante est la plus glorieuse de toute sa carrière, il défend le titre de champion de Pologne, gagne les championnats d'Europe et obtient la médaille d'argent aux championnats du monde.

## Palmarès

### Championnats du monde
- Médaillé d'argent à Maastricht en 1981

### Championnats d'Europe
- Médaillé d'or à Debrecen en 1981

### Championnats de Pologne
- Médaillé d'or en 1980, 1981, 1982 et 1984